# فاكهة ذات نواة

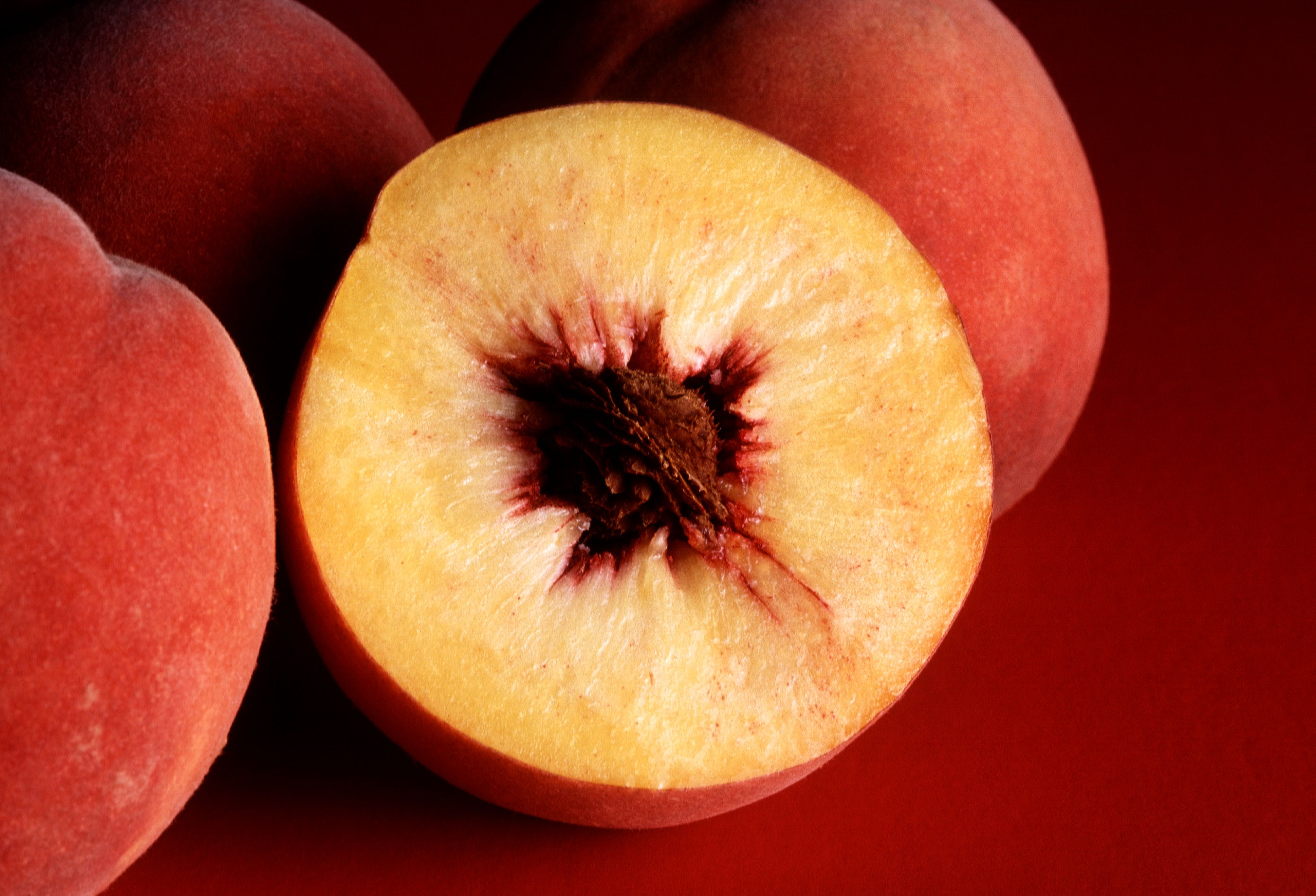
ثمرة فاكهة الدراق

الفاكهة ذات النواة تشير في علم النبات إلى الثمرة مفردة النواة، وهي الفاكهة التي يحيط جزئها اللحمي الخارجي (القشرة أو الغشاء ولب الثمرة أو الطبقة اللحمية) بقشرة (البذرة أو النواة) غلاف الثمرة الداخلي الصلب مع وجود بذرة داخلية. وتتطور هذه الثمار من كربلة وحيدة، وغالبًا ما تتألف من الزهور ذات المبايض الفوقية. وتكمن الخاصية المميزة المحددة للثمرة مفردة النواة في النواة (أو البذرة) المتصلبة المقواة بالخشب في أنها تكون مشتقة من جدار مبيض الزهرة.
وبشكل أكثر تحديدًا، تشير «الفاكهة ذات النواة» إلى أعضاء جنس البرقوق، والذي يشمل البرقوق والكرز والخوخ والمشمش والأفوكادو. وقد تم تصنيف هذا الجنس ليندرج بشكل تقليدي ضمن فصيلة الورد التي تعرف باسم الوردانيات وذلك باعتباره الفصيلة الفرعية للبرقوقيات (برونويداي أو أميجدالويداي)، ولكن أحيانًا يوضع في فصيلته الخاصة بروناسي (أو أميجدالاسي).
ويعد كل من الخوخ والرحيقاني «النكتارين» والبرقوق والمشمش والكرز أعضاء في جنس البرقوق، ومن ثم فهي مرتبطة ببعضها بشكل وثيق. وعادة ما يشار إليها باسم «فواكه ذات نواة» لأن بذورها تكون كبيرة جدًا وصلبة. وعلى الرغم من أن محاصيل الفواكه ذات النواة يمكن أن توفر فاكهة لذيذة في الفترة من يونيو حتى سبتمبر، إلا أن معظمها ينمو دائمًا في بيئة تتمتع بمناخ أكثر دفئًا في العالم، ومن ثم فهي معرضة بشدة للإصابة بسبب درجات الحرارة المنخفضة في فصل الشتاء. بالإضافة إلى ذلك، فإنه نظرًا لأن زهورها تتفتح في وقت مناسب في الربيع، فهي تعاني كثيرًا من التلف الناجم عن صقيع الربيع. ولذلك، فإن زراعة الفناء الخلفي بفواكه ذات نواة يكون أكثر صعوبة من زراعة التفاح أو الكمثرى.
وتعد فاكهة النكترين أيضًا أكثر صعوبة، لأنها أكثر عرضة لأمراض الكائنات الدقيقة التي تسبب العفن البني. ويميل الكرز الحلو للتشقق عند اقتراب الحصاد وذلك في حالة هطول الأمطار بشكل كثيف. هذا ولن تؤتي فواكه الخوخ والنكترين والمشمش عمومًا ثمارها بشكل دائم عندما تُزرع شمال الخط الواقع تقريبًا على طول الطريق السريع الذي يمر بين الولايات في ولاية بنسلفانيا. أما الكرز والخوخ فهما أكثر صلابة بقدر يسير. وبغض النظر عن المكان الذي تتواجد فيه بالولاية، يجب زراعة الفواكه ذات النواة فقط في أفضل الأماكن التي تتمتع بتهوية ممتازة، مع وجود صرف للمياه وحماية من الرياح العاتية.
ويستخدم أحيانا مصطلح «فواكه ذات نواة» في محلات السوبر ماركت لتصنيف الخوخ والكمثرى والنكترين والبرقوق وغيرها. وتعتبر فاكهة المانجو أيضا نوعًا من أنواع الفواكه ذات النواة.